# Marquis de Sade: Justine
Marquis de Sade: Justine (Italiaans: Justine ovvero le disavventure della virtù) is een erotische horror-dramafilm uit 1969 geregisseerd door Jesús Franco. De film is gebaseerd op de roman Justine van markies de Sade. De film speelt zich af in de jaren 1700 in Frankrijk, waar Justine (Romina Power) en haar zus Juliette (Maria Rohm) wees zijn in Parijs. Juliette wordt een prostituee en trouwt met een rijke edelman. Justine wordt vals gearresteerd voor diefstal en ter dood veroordeeld en ontsnapt vervolgens uit de gevangenis om vluchteling te worden.
De film had Franco's grootste budget tot nu toe, van iets minder dan een miljoen dollar. Franco wilde oorspronkelijk Rosemary Dexter als Justine casten, maar werd gedwongen om Romina Power in de rol te accepteren, wat ertoe leidde dat Franco het verhaal voor haar aanpaste. Rosemary kreeg nog wel een bijrol in de film.

## Synopsis
Frankrijk, 18e eeuw. De zusjes Justine en Juliette worden uit het klooster gejaagd nadat hun moeder is overleden. Juliette valt van de ene gemene daad in de andere en leidt een liederlijk leven waarvoor ze ruimschoots beloond wordt. Voor Justine is het anders, ze probeert voorbeeldig te leven in goede zeden, waarvoor ze keer op keer krijgt te lijden. Zeker als ze terecht komt bij een broederschap van genot door lust en plezier. Justine leert de lessen van het leven op de zware manier, maar blijft haar goedheid en eerbied bewaren. Ondertussen gekweld door herinneringen begint Markies de Sade tijdens zijn gevangenschap aan een boek over de pijnlijke prijs van zeden.

## Rolverdeling
| Acteur               | Personage                    |
| -------------------- | ---------------------------- |
| Romina Power         | Justine                      |
| Maria Rohm           | Juliette                     |
| Klaus Kinski         | Markies de Sade              |
| Jack Palance         | Pater Antonin                |
| Harald Leipnitz      | Raymond                      |
| Rosemary Dexter      | Claudine                     |
| Akim Tamiroff        | Du Harpin                    |
| Gustavo Re           | Desroches                    |
| Horst Frank          | Markies de Bressac           |
| Sylva Koscina        | Markiezin de Bressac         |
| Mercedes McCambridge | Madame Dubois                |
| José Manuel Martín   | Victor                       |
| Howard Vernon        | Broeder Clément              |
| Angel Petit          | Jasmin                       |
| Carmen de Lirio      | Madame de Buisson            |
| Rosalba Neri         | Florette                     |
| Claudia Gravy        | Olivia                       |
| Gérard Tichy         | Graaf Courville              |
| Jesús Franco         | Theater gastheer (onvermeld) |